# Đại học Công nghiệp Cáp Nhĩ Tân
Đại học Công nghiệp Cáp Nhĩ Tân (HIT) là một trường đại học công lập ở thành phố Cáp Nhĩ Tân, tỉnh Hắc Long Giang, Trung Quốc. Học viện Công nghệ Cáp Nhĩ Tân là một trong những trường đại học hàng đầu tại Trung Quốc. Nó được xếp hạng thứ 9 quốc gia tại Trung Quốc trong năm 2008 theo Netbig.

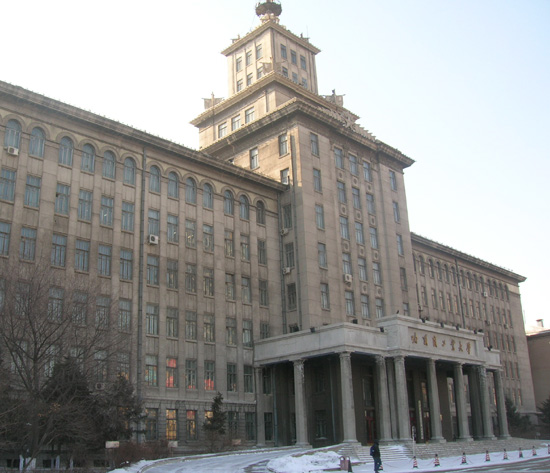
Tòa nhà chính Viện công nghệ Cáp Nhĩ Tân. Nó được xây dựng giống kiến trúc của Đại học Quốc gia Moskva

## Hình thức đào tạo
Được thành lập năm 1920, Đại học Công nghiệp Cáp Nhĩ Tân là một trường Đại học tổng hợp trọng điểm nổi tiếng của Trung Quốc. Nhà trường lấy khoa học công nghệ làm hướng học thuật chính, nhưng có sự kết hợp chặt chẽ giữa khoa học tự nhiện, khoa học công nghệ và quản lý; đồng thời cũng có cả các chuyên ngành khoa học xã hội và nhân văn. Hiện nay Đại học Công nghiệp Cáp Nhĩ Tân là một trong 9 trường đại học trọng điểm hàng đầu được Chính phủ Trung Quốc ưu tiên xây dựng hướng tới thế kỉ 21. Trường hiện có 20 viện sĩ thuộc Viện Hàn lâm Khoa học và Viện Hàn lâm Kỹ thuật Trung Quốc (song viện sĩ 01 người), 500 giáo sư hướng dẫn nghiên cứu sinh tiến sĩ, tổng số sinh viên đăng ký theo học các loại hình của trường là 55.500. Lưu học sinh học tập dài hạn tại trường là 1.500 người. Hiện có 66 chuyên ngành đào tạo cử nhân, 147 chuyên ngành đào tạo cao học, 81 chuyên ngành tiến sĩ, 18 trạm lưu động sau tiến sĩ, 01 trạm công tác sau tiến sĩ; hiện cũng có 18 ngành khoa học trọng điểm cấp nhà nước, 40 phòng thí nghiệm trọng điểm cấp nhà nước và cấp tỉnh được đặt tại trụ sở chính của HIT tại Cáp Nhĩ Tân, Viện nghiên cứu sinh Thẩm Quyến HIT và Phân viện HIT tại Uy Hải. Nhà trường cấp học bổng chính phủ và học bổng của nhà trường cho những lưu học sinh nước ngoài xuất sắc.

## Xếp hạng
Engineering Programs' National Ranking based on China Academic Degrees & Graduate Education Information evaluation reports (2012)
1. Mechanics #1
2. Mechanical Engineering #4
3. Instrument Science and Technology #4
4. Materials Science and Engineering #4
5. Power Engineering #5
6. Electrical Engineering #5
7. Optical Engineering #4
8. Information and Communication Engineering #5
9. Control Science and Engineering #3
10. Computer Science and Technology #4
11. Software Engineering #5
12. Architecture #5
13. Civil Engineering #2
14. Urban Planning #6
15. Landscape #7
16. Chemical Engineering and Technology #6
17. Transportation Engineering #6
18. Aeronautics and Astronautics Science and Technology #4 (Astronautics Science and Technology #1)
19. Environmental Science and Engineering #2